# Balkon (theater)

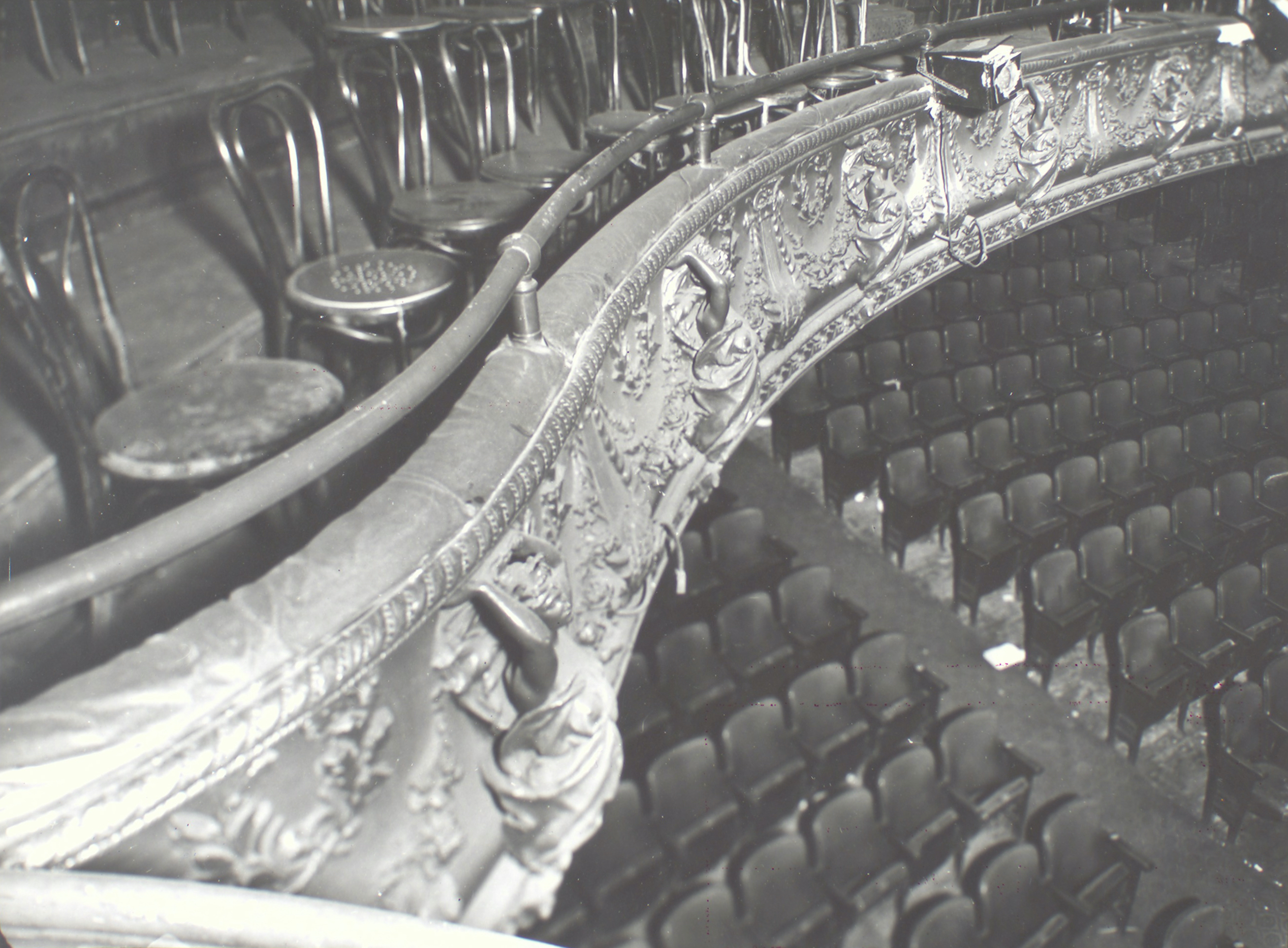
Het balcon van het Fifth Avenue Theater een deel van het balkon en de orkestbak, 1185 Broadway, Manhattan

Een balkon is een rang in een theater, bioscoop, of concertzaal. Het balkon is boven de grote zaal aangebracht en bedoeld om een vrij uitzicht op het orkest, toneel, podium of filmdoek te bieden.

Een balkon is voorzien van een borstwering en is toegankelijk door middel van trappen of via de deuren van een verdieping hoger dan de grote zaal. 

Het aantal plaatsen op een balkon is vanwege de constructie beperkt. De prijs voor een plaatsbewijs voor het balkon is mede daarom meestal hoger dan de prijs voor het plaatsbewijs in de zaal.

Het balkon is een andere rang dan de Engelenbak. Deze rang is goedkoop en ver verwijderd van het toneel of orkest.